# Мєшкова Світлана Борисівна
Світла́на Бори́сівна Мєшко́ва (15 березня 1935, Одеса — 5 січня 2025, Одеса) — українська вчена-хімік, фахівець у галузі аналітичної і координаційної хімії та спектрофотометричних методів досліджень. Доктор хімічних наук, професор.

## Біографія
Світлана Мєшкова народилась 15 березня 1935 року в Одесі. У 1958 році закінчила Одеський політехнічний інститут. Відтак працювала в Одеській лабораторії Інституту загальної та неорганічної хімії АН УРСР (1958—1977), а після її реорганізації, з 1978 року — у Фізико-хімічному інституті АН УРСР (Одеса).  У 1978—1984 роках — вчений секретар, 1984—2003 — старший науковий співробітник, 2003—2015 — провідний науковий співробітник відділу аналітичної хімії та фізико-хімії координаційних сполук Фізико-хімічного інституту імені О. В. Богатського НАН України.
2001 року здобула науковий ступінь доктора хімічних наук. Тема дисертаційної роботи "Зв'язок між складом, стійкістю і спектральними властивостями комплексів 4f-елементів та їх використання в люмінесцентному аналізі".
Сфера наукових інтересів С. Б. Мєшкової — аналітична та координаційна хімія рідкісноземельних елементів, а також розробка селективних і високочутливих спектрофотометричних і люмінесцентних методів визначення індивідуальних лантанідів; вивчення впливу на люмінесценцію конденсованого середовища.
Авторка наукових статей, монографій і кількох патентів.

## Основні публікації
- Аналитическая химия лития. Москва, 1975 (співавт.);
- Корреляционный анализ в аналитической химии лантанидов (ІІІ) // УХЖ. 2000. Т. 66, № 10;
- О связи аналитических свойств β-дикетонатов лантанидов (ІІІ) с природой лигандов // ЖАНХ. 2000. Т. 55, № 2 (спів авт.);
- Влияние конденсированных сред на люминесцентные характеристики комплексных соединений лантанидов // ЖФХ. 2016. Т. 90, № 4 (співавт.);
- A role of copper (II) ions in the enhancement of visible and near-infrared lanthanide (III) luminescen-ce // J. Lumines. 2016. Vol. 171, № 1 (співавт.).